# Sean Haslegrave
Sean Matthew Haslegrave (Stoke, 7 giugno 1951 – 22 novembre 2019) è stato un calciatore inglese, di ruolo centrocampista.

## Carriera
Dopo aver trascorso due stagioni nelle giovanili dello Stoke City, club della sua città natale, esordisce tra i professionisti nel 1970, all'età di 19 anni, giocando 15 partite nella prima divisione inglese con le Potteries; gioca poi altre 18 partite nella stagione successiva, mentre nella stagione 1972-1973 realizza 2 reti (le sue prime in carriera tra i professionisti) in 6 presenze. Nella stagione 1973-1974 inizia poi a giocare con maggior regolarità, segnando una rete in 27 presenze e contribuendo così alla qualificazione in Coppa UEFA del club: nella stagione 1974-1975 gioca 2 partite in questa competizione oltre ad ulteriori 19 partite nella prima divisione inglese, alle quali aggiunge ulteriori 27 presenze nella stagione 1975-1976, la sua sesta ed ultima con la maglia dello Stoke (e, di fatto, anche l'ultima in prima divisione, categoria in cui in carriera ha segnato in totale 5 reti in 12 partite).
Nell'estate del 1976 si trasferisce al Nottingham Forest, in seconda divisione, e con una rete in 7 presenze contribuisce alla promozione del club in prima divisione; a fine anno scende in terza divisione al Preston N.E., con cui gioca 38 partite e conquista una promozione in seconda divisione, categoria nella quale nel corso del triennio successivo mette a segno in totale 2 reti in 74 presenze. Tra il 1981 ed il 1983 gioca invece stabilmente da titolare (82 presenze ed una rete) in quarta divisione con il Crewe Alexandra, mentre nella stagione 1983-1984 vince la quarta divisione con lo York City, club con il quale gioca poi per un triennio in terza divisione. Chiude infine la carriera al termine della stagione 1988-1989 dopo aver trascorso un biennio con complessive 36 presenze ed una rete in quarta divisione con il Torquay Utd.

## Palmarès

### Club

#### Competizioni nazionali
- Campionato inglese di quarta divisione: 1

York City: 1983-1984